# Kiến Tường
Kiến Tường est une ville de niveau district de la Province de Long An au Sud du Viêt Nam.

## Géographie
La superficie de Kiến Tường est de 204,28 km2. 
Le chef lieu du district est Mộc Hóa.
Kien Tuong est située à environ 80 kilomètres à l'ouest d'Hô-Chi-Minh-Ville, au bord de  la rivière Vam Co Tay au cœur de la zone humide de Dong Thap Muoi.